# Palazzo Reale di Kandy
Il palazzo reale di Kandy fu l'ultima residenza reale del regno di Kandy in Sri Lanka. 

## Topografia
Il complesso di palazzi in cui è collocato, circondato da una muraglia, comprendeva il Palazzo del Re (Raja Wasala), la Sala del Pubblico Reale (Magul Maduwa), il Palazzo della Regina (Meda Wasala), gli appartamenti dell'harem reale (Palle Vahale) e il padiglione del bagno della Regina (Ulpange), insieme al Tempio del Dente (Dalada Maligawa). 

## Storia
L'ultimo re a risiedervi fu il re Sri Vikrama Rajasinha, che venne rovesciato dai britannici nel 1815 con l'aiuto di capi locali.
Adiacente al palazzo reale c'è la costruzione di epoca vittoriana che fino a tempi recenti ha ospitato l'Alta Corte di Kandy.

## Contesto sociale e religioso
Fino al 1815, il re era il guardiano del Dente di Buddha e l'unico che poteva contemplarlo. A partire da questa data, il guardiano è stato eletto da un'assemblea di saggi e alti dignitari, che presiedono alle celebrazioni che culminano nel palazzo reale ma coinvolgono tutta la città. Il dente custodito nel tempio adiacente al castello è al infatti centro della vita sociale di Kandy ed è il protagonista del più grande festival della città: una celebrazione annuale che si svolge tra i mesi di luglio e agosto sin dal medioevo per onorare il Buddha, in una lunga festa di dieci giorni piena di elefanti, ballerini, musica e fuoco (il Perahera o Processione del Dente del Buddha). L'attrazione principale della festa è la sfilata notturna di elefanti, vestiti con abiti ricamati e illuminati con lampadine. La spettacolare processione è guidata dall'animale più grande (Elephas maximus maximus), ornato e con le coperture dorate sulle zanne, che ha l'onore di portare sulla schiena un pesante palanchino d'oro in cui viene trasportata la reliquia, che solo in questo occasione lascia il tempio e cammina per la città (a volte viene utilizzata anche una copia della reliquia, lasciando l'originale custodito all'interno del tempio).